# Ana Bedran-Russo
Ana Bedran-Russo (? –) amerikai-brazil fogorvos. 2002-ben költözött az Egyesült Államokba, ahol az University of Illinois at Chicago College of Dentistry-n tanít.

## Gyermek - és ifjúkora

### Karrierje
Bedran-Russo korábban a University of Campinas-on, a brazíliai Piracicaba School of Dentistry-n és a University of North Carolina at Chapel Hill-en is tanított.
Mint kutató, jelentősen támogatta a National Institutes of Health K-08 programot. Bedran-Russo már több mint 65 különböző kutatási programot támogatott.

### Amerikába költözése
Bedran-Russo 2002-ben költözött az Amerikai Egyesült Államokba, miután meghívták, hogy kutasson és dolgozzon ott, az Észak-Karolinai Egyetemen (University of North Carolina).

## Magánélete
Férje Stephen Russo, parodontológus.

## Fordítás
Ez a szócikk részben vagy egészben  az   Ana Bedran-Russo című angol Wikipédia-szócikk fordításán alapul.  Az eredeti cikk szerkesztőit annak laptörténete sorolja fel. Ez a jelzés csupán a megfogalmazás eredetét és a szerzői jogokat jelzi, nem szolgál a cikkben szereplő információk forrásmegjelöléseként.